# Kalendarium historii Uchań
Uchanie – dziś wieś, w wieku XIX osada miejska, dawniej miasteczko, nad strumieniem tej nazwy, jednym ze źródłowych ramion Wełnianki (dopływ Bugu pod Dubienką), powiat hrubieszowski, gmina Jarosławiec, parafia Uchanie, odległe 21 wiorst na północny zachód od Hrubieszowa, a 7 wiorst na wschód od Wojsławic – gdzie stacja pocztowa. 28 wiorst od Rejowca do stacji drogi żelaznej nadwiślańskiej. Opis ten dostarcza Bronisław Chlebowski w Słowniku geograficznym Królestwa Polskiego.
Osada leży na pochyłości wzgórz, sięgających w pobliżu osady do 910 stóp nad poziom morza. Gleba żyzna, sprzyja uprawie owoców (sady śliwkowe).

## Charakterystyka osady i dóbr Uchanie
W drugiej połowie XIX wieku do mieszczan Uchań należy  639 mórg, rozdzielonych na 254 osad. Rzemieślników bardzo mało; krawców 13,szewców 8, stolarzy 5, ślusarzy 2, cieśli 4, tkaczy 2, rymarzy 2, mechaników 2, kotlarz. Jarmarków 6 do roku.
Dobra Uchanie składały się w r. 1872 z folwarku: Uchanie, Dąbrowa, Feliksów, Stupnik i Władzin, rozleglość mórg 3438: folwark Uchanie gruntów ornych i ogrodów mórg 339, łąk mórg 33, pastwisk mórg 33, lasu mórg 1416, nieużytków mórg 24; budynków murowanych 5, z drzewa 18; folwark Dąbrowa gruntów ornych i ogrodów mórg 333, pastwisk mórg 32, nieużytków mórg 2; budynków drewnianych 3; folwark Feliksów gruntów ornych i ogrodów mórg 420,nieużytków mórg 16; budynków murowanych 4, drewnianych 5; płodozmian 8 i 9 – polowy; folwark Stupnik gruntów ornych i ogrodów mórg 224, łąk mórg 175, nieużytków, mórg 13; budynków murowanych 1. drewnianych 5; folwark Władzin gruntów ornych i ogrodów mórg 280, łąk mórg 95, nieużytków mórg 3; budynków murowanych 1, drewnianych 10, lasy urządzone.
W skład dóbr poprzednio wchodziły: osada Uchanie mórg 254, wieś mórg 630; wieś Starawieś alias Wola Uchańska osad 26, mórg 481; wieś Bokini alias Bokinia osad 13, mórg 261; wieś Pielaki osad 17, mórg 240; wieś Rozkoszówka osad 77, mórg 825; wieś Aurelin osad 20, mórg 359.

## Kalendarium własności nadań i przywilejów
Pierwsze wzmianki o wsi pochodzą z latopisów ruskich końca XII w., wymieniona jest przy okazji walk pomiędzy dzielnicowymi książętami ruskimi.
- 1205 –  przy okazji wzmianek o walkach Rusinów z najazdem litewsko-jaćwieskim pojawiają się Uchanie.
- 1387 –  wieś znajduje się już w granicach Polski, przynależąc później do staropolskiego powiatu chełmskiego i stanowiąc początkowo własność królewską.
- 1449 –  posiadaczem wsi miał ponoć być Wydżga z Górna i Uchań, podczaszy chełmski[2].
- 1470 –  początek Uchań daje wieś królewska, której połowę nadał w posiadanie wieczyste Kazimierz Jagiellończyk r. 1470 w Radomiu Pawłowi Jasieńskiemu (z Jasieńca), kasztelanowi sandomierskiemu, staroście bełskiemu i chełmskiemu.
- 1484 –  tenże król na prośbę Pawła Jasieńskiego pozwala w r. 1484 będąc w Piotrkowie wynieść ową wieś na miasto i usuwając zachowywane dotąd prawa polskie i ruskie, nadaje prawo magdeburskie. Targi wyznaczono co środa a jarmarki na św. Wojciecha i Wawrzyńca co zapisano w przywileju. Lokacja ta nie była udana.
- 1500 – 1502 –  miasto uległo całkowitemu zniszczeniu przez Tatarów
- 1504 –  król Aleksander potwierdza w Krakowie  przywileje miasta na rzecz syna Pawła Jasieńskiego także Pawła i uwalnia mieszczan na lat 16 od czynszów i czopowego. Nie doszło jednak wówczas do lokacji miasta.
- 1506 –  po tym roku Uchanie przechodzą w posiadanie Magnuszewskich, którzy przyjmują nazwisko Uchańskich.
- 1549 –  ma miejsce kolejny najazd tatarski, obronił się tylko zamek, miasto zostało zniszczone.
- 1550 –  mieszczanie otrzymują, przywilej przeznaczający cło grobelne na naprawę mostu (Lustr., 4, 40).
- 1578 –  rejestr poborowy wykazywał tu 18 łanów (302,8 ha) gruntów miejskich, podczas gdy sąsiednia Wola Uchańska posiadała 3,5 łana (58, 8 ha) gruntów.
- 1596 – Zygmunt III Waza za staraniem Anny z Herburtów Uchańskiej, wdowy po Pawle, ostatnim z Uchańskich, potwierdził prawa miejskie Uchań z 1484.
- 1603 – Zygmunt III Waza wydał miastu nowy przywilej. Przywilej ów pozwalał mieszczanom na zbudowanie ratusza, łaźni miejskiej, jatki, karczmy i kramów. Ostatecznie uregulował terminy jarmarków, określając je na Zielone Świątki (10. V-13. VI) i Wniebowstąpienie NMP (15. VIII).
- 1629 –  (około tego roku) – Uchanie liczyły już 16 domów szynkowych w rynku, 50 domów mieszczan oraz 8 tak zwanych klitek, ogółem około 500 mieszkańców.
- 1640 – Władysław IV zatwierdzając dotychczasowe przywileje, dozwolił mieszczanom swobodnego handlu w całym kraju.
- 1763 –  po Daniłowiczach dziedzictwo obejmują Potoccy[2].
- 1780 –  drogą kupna Uchanie przeszły na własność Franciszka Ossolińskiego.
- W końcu XVIII w. (dokładna data nieznana) – część miasta kupił Aleksander Sieniuta-Baliński, zaś pozostałą część otrzymała Teresa z Ossolińskich Kuszlowa. Część Kuszlów przejęli później Rosenbergowie.
- 1827 –  w mieście było 150 domów drewnianych i 6 murowanych, 867 mieszczan.
- 1831 –  w maju doszło tu do bitwy polskiego pułku jazdy wołyńskiej pułkownika Karola Różyckiego z wojskami rosyjskimi.
- 1833 –  część Sieniutów-Balińskich kupił Jan Popławski.
- 1838-39 r. obie części miasta skupił w swym ręku Alojzy Poletyło trzymał do 1853 roku[2].
- 1853 –   miasteczko należało do Feliksa Szydłowskiego herbu Lubicz, ożenionego z jedną z Poletyłówien (hrabianką Władysławą Poletyło herbu Trzywdar).
- 1856-57 – miasteczko miało 150 domów drewnianych i 6 murowanych, mieszkańców 1342.
- 1864 –  Uchanie miały 132 domy (w tym 7 murowanych) i 1812 mieszkańców.
- 1877 –  całość dóbr uchańskich zakupił książę Stefan Lubomirski
- 1870 – Uchanie tracą prawa miejskie.
- 1882 –  osada wielu kultur – posiada cerkiew, kościół parafii katolickiej, synagogę, szkołę początkową, 130 domów (w tym 4 murowane), 2113 mieszkańców (w połowie żydów).
- 1918 –  osada należy do rodu Raciszewskich.
- 1921 –  osada miała 240 domów oraz tylko 1686 mieszkańców, w tym 1010 Żydów i 26 Ukraińców – spis z r. 1921 (wówczas w pow. hrubieszowskim).

## II wojna światowa
- 1943 –  w roku tym osada została wysiedlona przez hitlerowców.
- 1944 –  wiosną tego roku Uchanie zostały obsadzone przez oddziały z ukraińskiej dywizji SS “Galizien”, które następnie walczyły z oddziałami AK i BCh, oraz mordowały okoliczną ludność polską[2].

## Uchańscy z Uchań
Ojcem Pawła Jasieńskiego, Katarzyny Tomaszowej Magnuszewskiej oraz Barbary – żony Piotra Kiernoskiego –  był Krystyn z Jasieńca, piastujący urząd łowczego sochaczewskiego.
Paweł Jasieński zmarł w r. 1489, mając lat 56, pochowany został we Włocławku. W roku 1506 umiera bezpotomnie jego syn Paweł. Po tym roku, albowiem dokładna data nie jest znana, posiadaczami miejscowości zostali Magnuszewscy ze Służewa (zapewne poprzez konotacje rodzinne Tomaszowej Magnuszewskiej siostry Pawła), przyjmując nazwisko Uchańskich ukute od nazwy dóbr.
Rodzina ta, herbu Radwan, pochodziła z Mazowsza. Gniazdem rodowym Magnuszewskich była wieś Rusiec pod Nadarzynem koło Warszawy. Wywodzili się zaś ze Służewa pod Warszawą i dodawali w podpisach tytuł: “comes de Służewo”.
Jak podaje Chlebowski istnieje wprawdzie wieś Uchań (obecnie Uchań Dolny i Uchań Górny) pod Łowiczem ale założona już przez arcybiskupa Uchańskiego a więc w okresie późniejszym, przez co nie można jej uważać za gniazdo, od którego rodzina przybrała nazwisko.
Można przypuszczać, iż albo wraz z Jasieńskim siedzieli już na drugiej połowie wsi Uchańscy przodkowie arcybiskupa, albo też że dopiero po nabyciu Uchań na początku XVI w. przybrali od dóbr nazwisko.
Z potwierdzenia nadań dla tej rodziny przez Zygmunta Augusta widać, iż w XVI w. przyjmowali różnorakie nazwiska pochodzące od siedzib. Obok Uchańskich są więc Nadarzyńscy, Magnuszewscy, Jakaccy. Na Rusi spotykamy Tomasza Uchańskiego, łowczego bełskiego, brata biskupa.
Brat Tomasza, Jakub Uchański, zostawszy w r. 1538 kanonikiem chełmskim a roku 1550 biskupem tej katedry, starał się widocznie wraz z bratem o utworzenie, za przykładem tylu innych, fortuny pańskiej na Rusi. W tamtych stronach powstaje wówczas cały szereg miast i miasteczek przy rezydencjach pańskich: Rejowiec, Zamość, Sieniawa, Goraj i inne.
Według lustracji z r. 1550 zostają Uchanie w posiadaniu Arnolfa Uchańskiego, łowczego bełskiego, później wojewody płockiego. Miasto otrzymało wówczas przywilej na cło grobelne, na naprawę mostu (Lustr., 4, 46, 65). Uchanie posiadają też zamek (arx – cytadela), będący rezydencją dziedziców.
Będąc jeszcze  biskupem chełmskim, Jakub Uchański zakupił od Jakuba Snopkowskiego, wojskiego chełmskiego, Hajownicką Wolę (zapewne i Hajowniki), tudzież Wysokie, leżące na południe  od Skierbieszowa (dobra biskupa chełmskiego), dość daleko
od Uchań.
Dbając o podniesienie rangi miasta biskup i brat jego Arnolf, wojewoda płocki, obdarzają kościół w Uchaniu bogatymi aparatami, złożonymi jednakże dla bezpieczeństwa w zamku i uposażają probostwo połową wsi Wysokie i karczmami w mieście.
We wsi Uchanie z dawna zapewne należy do kościoła “Poświętne” (sanctuarium), na którem siedzi 5 kmieci.
W r. 1581, gdy proboszczem jest ksiądz Sebastian Brzozowski, dziekan gnieźnieński,  Jakub Uchański – arcybiskup dokonuje zmiany w uposażeniu. Odbiera kościołowi karczmy w Uchaniach i pół Wysokiego Uchańskiego a daje w zamian dalej położoną Wolę Hajownicką i pół Wysokiego Hajownickiego. W akcie tej zamiany, datowanej z pobytu  w Łowiczu a potwierdzonej przez króla, przelewa arcybiskup prawo patronatu koleją lat na Pawła Uchańskiego, starostę drohobyckiego, syna Tomasza, i synów Arnolfa: Stanisława, Jakuba, Jana i Arnolfa.
Paweł Uchański, później wojewoda bełski, żonaty z Anną Herburtówną, umiera w 1590 r. odbywając poselstwo do Konstantynopola. Jedyna córka jego Helena wychodzi za Mikołaja Daniłowicza, podskarbiego wielkiego koronnego i wnosi Uchanie w posagu. Daniłowicz umiera w roku 1624. Podobno pochowany był w Uchaniach, które to następnie odziedziczył po nim syn Jan Mikołaj, żonaty z Heleną Opalińską i powtórnie z Zofią Tęczyńską. Jan Mikołaj Daniłowicz zmarł r. 1650 w Lublinie bezpotomnie.
Dobra Uchanie przechodzą na jego braci. Daniłowicze zapewne, wraz z przebudową kościoła, wystawili okazałe pomniki grobowe Pawła i Stefana Uchańskich.
Szymon Starowolski  w roku 1632 oglądał tu piękny zamek, otoczony ogrodami. W 1788 r. obszerny pałac stał pustkami i w części był zrujnowany. W r. 1810 rozebrano mury i cegły użyto na budowę gorzelni i browaru.
Do XIX wieku pozostały jeszcze szczątki starego zamku, wzniesionego – jak głosi przekaz, przez Pawła Jasieńskiego. Zamek ten oparł się najazdowi Tatarów, którzy w r. 1549 splądrowali kościół i klasztor w Uchaniach.
W końcu XIX wieku w sąsiedztwie ruin stoi pałacyk, wzniesiony r. 1874 przez dziedzica dóbr Szydłowskiego.

## Parafia i kościół katolicki
Założyciel miasta Paweł Jasieński rozpoczął w r. 1482 budowę kościoła, ukończoną w r. 1484. Konsekracji świątyni dopełnił Jan Kazimirski, biskup chełmski. Przy kościele osadzono wówczas paulinów reguły św. Augustyna. Po najeździe Tatarów i spustoszeniu kościoła zakonnicy, widocznie ubogo uposażeni, opuścili kościół i przenieśli się w inne strony.
Jakub Uchański, arcybiskup gnieźnieński, dziedzic Uchań, ustanowił tu proboszcza i uposażył go w r. 1575. Prócz proboszcza ustanowił on jeszcze 4 mansjonarzy. Jan Mikołaj Daniłowicz przebudował i rozszerzył kościół w r. 1625, jak o tym świadczy napis nad drzwiami frontowymi. Ta przebudowa nadała kościołowi jego obecną postać. Jest to budowla w stylu cechującym ówczesne kościoły jezuickie. Fronton z dwoma małymi wieżami, wewnątrz jedna nawa ze sklepieniem beczkowym, po bokach dwie kaplice ośmioboczne, nakryte kopułkami. Część kapłańska, wewnątrz ozdobiona sztukateriami, między ozdobami są i herby dziedziców. Kościół ma osiem ołtarzy.
Następujący opis kościoła i dane historyczne zebrał i podał ksiądz Stanisław Skurzyński – proboszcz w Uchaniach w XIX w. Rysunek grobowca Uchańskich wraz z opisem zamieszczono w “Tygodniku Ilustrowanym” z r. 1871, Nr 174.

### Opis kościoła i jego wyposażenia
Ołtarz wielki mieści rzeźbiony z drzewa wizerunek Chrystusa na krzyżu; na sklepieniu są dawne malowidła tajemnic Różańca Ś-go. Ołtarz w kaplicy Królowej Maryi, o którym jest podanie, iż malował go niejaki Piasecki który, ociemniawszy ślubował, że gdy wzrok
odzyska, da dwa obrazy jeden do Uchań drugi do Sokala. W kaplicy tej na sklepieniu o tle niebieskim ze złotymi gwiazdami są herby z gipsu: Herburt, Radwan, Oksza. Wymalowany też jest wyższy i niższy zamek uchański, jako też król w szkarłacie i śmierć z kosą. Drzwi do kaplicy a jour z żelaza kute a nad niemi orzeł trzymający w szponach żółwia.
Ołtarz św. Anny w kaplicy przy mensie, ma antepedium starożytne ze skóry; na sklepieniu o tle białem są herby: Herburt, Oksza, Sas, Radwan. Ołtarz św. Antoniego Padewskiego, włoskiego pędzla piękne malowidło, nieznanego artysty. Ołtarz św. Stanisława Kostki z obrazem, który miał być z Rzymu sprowadzony.
W czasie najazdów szwedzkich płótno u dołu rozdarte, twarz nietknięta. Ołtarz św. Mikołaja i św. Franciszka nie przedstawiają nic godnego uwagi.
Ołtarz Zmartwychwstania – na płycie alabastrowej piękna bardzo płaskorzeźba, r. 1750 przez Stanisława Leniewskiego, kasztelana wołyńskiego, dziedzica Drohiczan, ufundowana.
Dawniej była umieszczona w grobach pod kaplicą N. P. Maryi,  po wyreperowaniu w 1859 r. przez Hegla w Warszawie, w kaplicy.
Relikwiarz umieszczony w ołtarzu zamykanym w szafie starożytnej, w 1863 r. odnalezionej i odnowionej. Relikwiarz ten rzeźbiony, mieści w środku obraz N. P. Maryi na blasze miedzianej (napierśnik) srebrną kryty, podarowany przez Tadeusza Błędawskiego, pułkownika (ur. 1823), towarzysza Kościuszki w Ameryce.
Organy na chórze przy którym dwie statuy wielkie, snycerskie. Oprócz tych relikwii stoją na wielkim ołtarzu pod szkłem dwie głowy, jedna jakoby św. Atanazego, doktora kościoła, druga św. Flawii Domiceli. Głowy te (jak niesie przekaz) miał ponoć przywieźć z Rzymu Paweł Uchański, sprawując poselstwo do Grzegorza XIII, przekupiwszy zakrystiana, który je wydał. Na sklepieniu w nawie kościoła są herby: Herburt, Sas, Radwan, Oksza. Nad zakrystią loża z kominkiem, w której na dewocji i rozmyślaniu przepędzała dnie i nocy Anna Uchańska, wdowa po zmarłym w Konstantynopolu Pawle Uchańskim.
Mauzoleum w kościele uchańskim należy do najpiękniejszych pomników tego rodzaju, w kraju. Od strony północnej, w nawie kościoła, we wspaniałych ramach kamiennych mieszczą się w naturalnej wielkości marmurowe postacie na wezgłowiach, Pawła Uchańskiego w zbroi rycerskiej i Anny Uchańskiej w habicie.

Postać Uchańskiego, z mitrą u stóp oparta na wezgłowiu, cała z jednej bryły wykuta, ma nad sobą dwie marmurowe tablice z napisami: 

“Illustr. et magnifico Domino D. Paulo Uchański comiti de Słuzewo in Uchanie Dno Palatino Bełzen. Gnesnen.
Drochobyczenq. capteo, pietate, prudentia, magnitudine animi conspicuo”.

Na drugiej: 

Post Deum patriam, post hanc amicos imprimis curanti, commoda publica privatis fortunis praeponenti jurium libertatuq. comunium super custodi promotor!

U dołu pod postacią:

Qui sumptibus propriis, legationes Ordinvm ad Imp. Maximil. rege electu Stephani regis ad papam Gregorium, Grogorianam rursus ad regem laudabiliter obivit cum Sigismundo 3, ad limina regni pactorum, conventorum transactor fuit cumq. Privato milite stipatus ad solivum, regui deduxit ad Imp. tandem Turc. legatus opers tanto, cum generali exercitus, Turcici, ad Danubium inchoato Constantinopoli moritur immaturus MDLXXXX aetatis XLII, civis non cupidus, senator non ambitios. Anna Fulstina, coniunx, cum lacrymis posuit

Obok postaci pomieszczona płaskorzeźba (w środku jest ślad miejsca gdzie był złoty krzyż, przez Szwedów wyrwany). Płaskorzeźba przedstawia pochód (13 osób), w strojnych ubiorach, z hiszpańskimi kołnierzami i w infułach, prawdopodobnie ma to być przybycie z Rzymu r. 1580 od Grzegorza XIII i doręczenie Batoremu w katedrze wileńskiej od Papieża poświęconego miecza.
Poniżej jest postać cała z marmuru (w czasie napadu Szwedów uszkodzona) Anny z Fulsztyna Uchańskiej, w stroju zakonnym, z różańcem na piersiach. Tablice pod tą postacią nie mają napisu. U góry są herby Sas i Herburt, nadto na szczycie Chrystus do słupa przywiązany.

Od strony południowej w nawie kościoła umieszczone są posągi rycerzy w zbroi, z ciosowego kamienia. Pierwszy ma dwa miecze, buławę, pod nim napis:

“Hic jacet magnificus Paulus Uchanski (może Arnolf, gdyż napis jest późniejszy podobno) comes a Słuzewo vir bonus pietatiq. praeditus. Melior est dies mortis die nativitatis”.

Powyżej druga postać rycerza w zbroi, z buławą w ręku, z napisem uszkodzonym: 

“Illust. magnif. Stephanus Uchański comes de Słuzewo ... vir in Deum, Pa... sub. vivens XII ... requiescat.”

Postacie i ozdoby z ciosowego kamienia.
W kaplicy św. Anny w ścianie wmurowana jest płyta marmurowa z herbem Trzy Rzeki i napisem: 

“Generosae ac Nobilissimae faeminae Zophiae de Blozew inclita ac toto orbi Christiano celebrima Barziorum prosapia oriundac ac ejusdem familiae ultimo sanguini generosi viro Stanislao Lasc in Neledew viri clarissimi coniugi pudicissimae Anna de Fulstin Uchańska Palatina Belzensis sorori ex avunculo desideratissimae ob singularem in se liberosque suos amorem multis testimoniis beneficiisq. contestato hoc monumentum inscriptum cordi lapide etia. Ob. A. D. MDCVII die 7 Junii vixit annis”

.
W prezbiterium, nad drzwiami do zakrystii, na płycie marmurowej jest napis upamiętniający konsekracyą kościoła po sprofanowaniu przez Szwedów; 

“Anno Domini MDCXCIII in die Dnica II octobris hanc Basilicam consecravit, Ills ac Reds Hiacinthus Święcicki Eppus Chelmensis in honorem Dei Omnipotentis et B. V. M. Assumptae in coelum. et SS. Joannis Baptistae Joannis Evangeliste et S. Annae cura et sumptu Perillust. et Adm. Reverendi. Domini Joannis Cieszkowski”

.
Na odrzwiach piaskowcowych od strony północnej jest od strony cmentarza wyryty rok 1718. Pod kaplicą Matki Boskiej jest grób pokryty płytą marmurową z herbami Uchańskich i Daniłowiczów. W grobie znajduje się trumna miedziana ze szczątkami Pawła Uchańskiego. W trumnach z drzewa spoczywają: Stanisław Leniewski, Baliński, były dziedzic, Piotr Targowicki, fundator ołtarza M. Boskiej. Jest też grób pod nawą kościoła zamurowany.
Parafię Uchanie (dekanat hrubieszowski) stanowią: osada Uchanie, wsie: Wola Uchańska, Rozkoszówka, Pielaki, Bokinia, Wysokie, Aurelin, Jarosławiec, Putnowice, Busieniec, Białowody. Drochiczany, Glińska, Teratyn, Miodniki, Białopole Busno, Putnowice
Majdan, Bogdanówka, ogółem parafia liczyła 3126 dusz.

## Parafia i cerkiew greckokatolicka
Wedle spisu synodalnego z 1619-20 r. istniała tu cerkiew. Wzmianka o budowie cerkwi i parafii greckokatolickiej (dekanat grabowiecki) pochodzi także z roku 1761 erygował ją Stanisław Potocki – ówczesny dziedzic.
Należała do niej filia w Jarosławcu.